# كونال غوش
كونال غوش (30 مارس 1986 - ) هو لاعب كرة قدم هندي في مركز الوسط. لعب مع ONGC FC ‏.